# Wyre (fleuve)
La Wyre est un fleuve anglais de 45 km de long qui se jette dans la mer d'Irlande au sud de la baie de Morecambe.